# Grande Prêmio dos Estados Unidos de Motovelocidade de 1993
O Grande Prêmio dos Estados Unidos de 1993 foi a 13ª etapa do mundial de MotoGP de 1993. Aconteceu no final de semana de 10 a 12 de Setembro nos 3.602 km de Laguna Seca.

## 500 cc
| Pos. | Piloto            | Tempo     | Grid |
| ---- | ----------------- | --------- | ---- |
| 1    | John Kocinski     | 48'17.175 | 3    |
| 2    | Alex Barros       | +6.375    | 2    |
| 3    | Luca Cadalora     | +10.489   | 8    |
| 4    | Kevin Schwantz    | +18.265   | 4    |
| 5    | Daryl Beattie     | +19.493   | 7    |
| 6    | S. Itoh           | +37.292   | 5    |
| 7    | Álex Crivillé     | +39.317   | 9    |
| 8    | Niall Mackenzie   | +42.851   | 10   |
| 9    | J. Reynolds       | +1 volta  | 11   |
| 10   | J. Lopez Mella    | +1 volta  |      |
| 11   | J. Kuhn           | +1 volta  |      |
| 12   | Jeremy McWilliams | +1 volta  |      |
| 13   | S. Emmett         | +1 volta  |      |
| 14   | S. David          | +1 volta  |      |
| 15   | L. Naveau         | +1 volta  |      |
| 16   | D. Jefferies      | +1 volta  |      |
| 17   | T. Udagawa        | +1 volta  |      |
| 18   | M. Rudroff        | +1 volta  | 12   |
| 19   | A. Meklau         | +1 volta  |      |
| 20   | B. Bonhuil        | +1 volta  |      |
|      | Mat Mladin        | Retired   |      |
|      | T. Crine          | Retired   |      |
|      | R. Colleoni       | Retired   |      |
|      | K. Mitchell       | Retired   |      |
|      | C. Doorakkers     | Retired   |      |
|      | Mick Doohan       | Retired   | 1    |
|      | A. Stroud         | Retired   |      |
|      | M. Papa           | Retired   |      |
|      | L. Pedercini      | Retired   |      |
|      | B. Garcia         | Retired   |      |
|      | D. Walker         | Retired   |      |
|      | Doug Chandler     | Retired   | 6    |